# Dębniak (Opole Lubelskie)
Pour les articles homonymes, voir Dębniak.
Dębniak (prononciation [ˈdɛmbɲak]) est un village de la gmina de Józefów nad Wisłą du powiat d'Opole Lubelskie dans la voïvodie de Lublin, située dans l'est de la Pologne.
Il se situe à environ 20 kilomètres au sud d'Opole Lubelskie (siège du powiat) et 57 kilomètres au sud-ouest de Lublin (capitale de la voïvodie).
Le village comptait approximativement une population de 60 habitants en 2006.

## Histoire
De 1975 à 1998, la ville est attachée administrativement à l'ancienne Lublin.

Depuis 1999, elle fait partie de la nouvelle voïvodie de Lublin.